# Jeff Walker

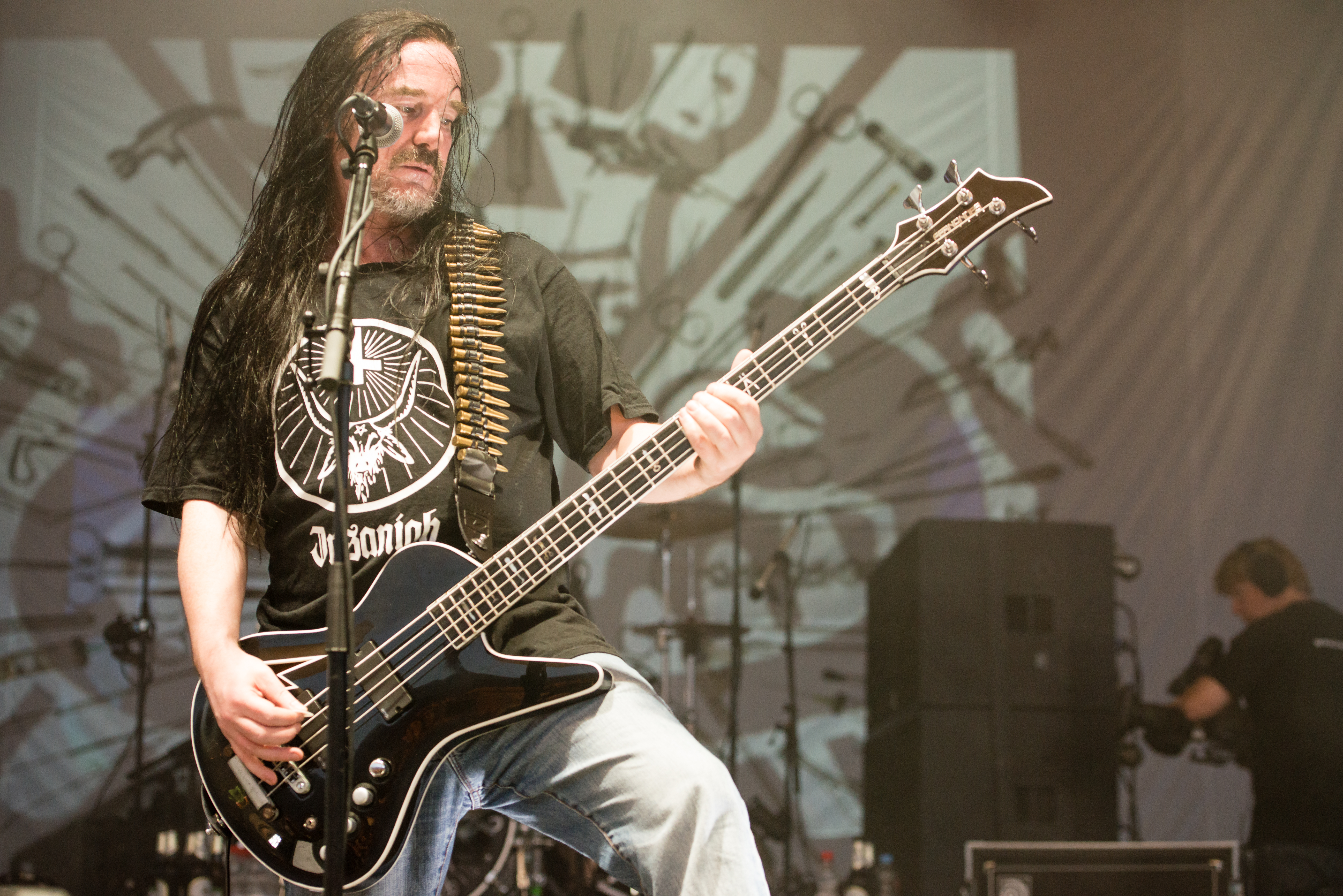
Jeff Walker (2014)

Jeff Walker (* 25. März 1969 in St Helens) ist ein britischer Musiker. Bekannt wurde er als Bassist und Sänger der Grindcore/Death-Metal-Band Carcass.

## Leben
Geboren wurde Jeff Walker 1969 in der britischen Industriestadt St Helens. Sein Vater war Fabrikarbeiter, seine Mutter arbeitet in einem Ladengeschäft. Er hat einen älteren Bruder und eine ältere Schwester. Als Kind katholischer Eltern besuchte Walker eine katholische Schule. Mit 16 Jahren beendete er die Schule trotz guter Noten ohne Abschluss, verließ sein Elternhaus, meldete sich arbeitslos und begann, in verschiedenen Bands zu spielen. Bis zu seinem 29. Lebensjahr ging er außer seiner Tätigkeit als Musiker keiner geregelten Arbeit nach, erst nach der ersten Trennung der Band Carcass hatte er verschiedene Arbeitsstellen, unter anderem als Staatsbediensteter. In den 1990er Jahren verlegte er seinen Wohnsitz nach Liverpool, wo er auch heute noch lebt. Walker ist Veganer.

## Karriere als Musiker
Jeff Walker war ab 1985 Sänger der Electro Hippies, mit denen er einige Live-Auftritte hatte und auf deren erstem Demo Play Loud or Not at All aus dem Jahr 1986 er zu hören ist. Daneben spielte er gemeinsam mit Mark Griffith (später Cathedral) in einer Band. Nachdem Walker Anfang 1987 bei den Electro Hippies herausgeworfen wurde, kaufte er dem ebenfalls hinausgeworfenen Bassisten die Bassgitarre ab. Bill Steer, Gitarrist der gerade gegründeten Hardcore-Punk-Band Disattack, fragte ihn, ob er als Bassist der Band beitreten wolle. Kurz darauf änderte die Band ihren Namen in Carcass. Nachdem der Sänger die Band verlassen hatte, übernahm Walker neben dem Bass den Gesang und verfasste die Texte. Mit Carcass nahm er zwischen 1988 und 1996 insgesamt fünf Studioalben auf. Neben seiner Tätigkeit als Bassist entwarf Walker die Band-Logos für Carcass und Napalm Death sowie das Logo des Plattenlabels Earache Records.
Nachdem die Band sich 1996 aufgelöst hatte, gründete Walker gemeinsam mit Ken Owen (ehemals Carcass) und Mark Griffith (ehemals Cathedral) das Projekt Blackstar. 1997 erschien bei Peaceville Records das einzige Studioalbum Barbed Wire Soul, das mit rund 12.000 in Europa verkauften Einheiten nicht den erhofften Erfolg brachte. 2004 gründete er das Independent-Label InGrindWeTrust, auf dem er 2006 das Album Welcome to Carcass Cuntry veröffentlichte. In der Folgezeit war er als Tour-Bassist für verschiedene Metalbands tätig, unter anderem für die Mexikaner Brujeria unter dem Pseudonym El Cynico und für die Finnen To Separate the Flesh from the Bones. Im Jahr 2007 formierte Carcass sich neu, seitdem gehört Walker wieder zur Besetzung der Band.

## Diskografie
mit Carcass
mit Blackstar
- Barbed Wire Soul (1997)

als Jeff Walker und Die Flüffers
- Welcome to Carcass Cuntry (2006)